# Desakota
Desakota est un terme défini par le géographe néo-zélandais Terry McGee à l'Université de la Colombie-Britannique. Il provient de l'indonésien (desa : « village », kota : « ville ») et caractérise la forme originale des grandes agglomérations urbaines d'Asie. Ces mégalopoles incluent des espaces ruraux à fortes densité de population, notamment en raison de l'activité rizicole qui nécessite toujours une main-d'œuvre abondante.
Il ne faut donc pas confondre le desakota et la campagne périurbaine des périphéries éloignées des grandes métropoles d'Europe et d'Amérique du Nord. Selon le géographe anglais Michael Hebbert, « la mégalopole s’est constituée par la migration des banlieusards vers des arrière-pays peu peuplés, grâce à l’automobile. Les desakotas sont fondés sur l’intégration dans l’économie urbaine de régions densément peuplées par des ménages d’agriculteurs se déplaçant en cyclomoteurs ».